# Ascanio Persio
Ascanio Persio (* 9. März 1554 in Matera; † 1. Februar 1610 in Bologna) war ein italienischer Humanist, Hellenist, Italianist und Sprachgelehrter.

## Leben und Werk
Persio war Professor für Griechisch an der Universität Bologna. In der Questione della lingua trat er für die Berücksichtigung Süditaliens ein.
Ascanio Persio war der Bruder des Philosophen Antonio Persio (1542–1612).

## Werke
- Discorso intorno alla conformità della lingua italiana con le più antiche lingue & principalmente con la greca, Venedig/Bologna 1592, Neapel 1874, Pisa 1985